# Cultura Ciclista
Cultura Ciclista é uma editora com sede em Senan (Tarragona) especializada em ciclismo de estrada. Só publica em suporte de papel e a maioria das obras são traduções de clássicos deste desporto em francês, inglês e italiano, ainda que os últimos títulos que tem editado são originais em castelhano.

## História
O projeto começa-se a produzir em 2010. O promotor da editorial, Bernat López, explica na página site de Cultura Ciclista que pôs em marcha o projeto "por amor ao ciclismo". Ele mesmo considera que fazia muita falta porque em espanhol, até o momento, não tinha nem 20 livros de ciclismo disponíveis. Finalmente, os primeiros livros começam-se a publicar no final de julho de 2012.
Suas primeiras publicações foram todas traduções de livros já existentes no mercado estrangeiro que o próprio Bernat traduzia até que em 2013 publicou a Biografia de Luis Ocaña, primeira biografia em espanhol do conquense, escrita pelo jornalista especializado Carlos Arribas a cuja apresentação foi Pedro Delgado. Posteriormente seguiu essa tendência e diversos jornalistas especializados espanhóis publicaram livros através desta editora.

## Livros publicados
- Manuela Ronchi, Gianfranco Josti, Un hombre en fuga. Gloria y tragedia de Marco Pantani (Cultura Ciclista, 2012, ISBN 978-84-939948-4-6)
- Laurent Fignon, Éramos jóvenes e inconscientes (Cultura Ciclista, 2012, ISBN 978-84-939948-5-3)
- Verner Møller, El chivo expiatorio. La UCI y el Tour contra Michael Rasmussen (Cultura Ciclista, 2012, ISBN 978-84-939948-1-5)
- Verner Møller, Un diablo llamado dopaje(Cultura Ciclista, 2012, ISBN 978-84-939948-1-5)
- Jean Bobet, Mañana salimos (Cultura Ciclista, 2012, ISBN 978-84-939948-0-8)
- Inventando el ciclismo. Charles Terront y la primera París-Brest-París (Cultura Ciclista, 2012, ISBN 978-84-939948-3-9)
- Cyrille Guimard, Metido en carrera (Cultura Ciclista, 2013, ISBN 978-84-939948-7-7)
- Marshall Major Taylor, Orgullo contra prejuicio (Cultura Ciclista, 2013, ISBN 978-84-939948-8-4)
- Lucy Fallon, Adrian Bell, ¡Viva la Vuelta! (Cultura Ciclista, 2013, ISBN 978-84-939948-9-1)
- Carlos Arribas, Ocaña. (Cultura Ciclista, 2013, ISBN 978-84-941898-0-7)
- Bjarne Riis, Nubes y claros. (Cultura Ciclista, 2014, ISBN 978-84-941898-3-8)
- Sergi López-Egea, Cuentos del Tour. (Cultura Ciclista, 2014, ISBN 978-84-941898-4-5)
- Iván Vega, El primer campeón. El mundo que vio Mariano Cañardo. (Cultura Ciclista, 2014, ISBN 978-84-941898-8-3)
- Ainara Hernando, Por amor al ciclismo (Cultura Ciclista, 2014, ISBN 978-84-941898-9-0)
- Sergi López-Egea, Cuentos del pelotón (Cultura Ciclista, 2015, ISBN 978-84-943522-0-1)
- William Fotheringham,  La pasión de Fausto Coppi (Cultura Ciclista, 2015, ISBN 978-84-943522-1-8)
- Jaime Mir con Iván Vega, Secundario de Lujo. Una vida entre campeones (Cultura Ciclista, 2016, ISBN 978-84-943522-5-6[1]
- Carlos Arribas, Sergi López-Egea, Cumbres de leyenda (Cultura Ciclista, 2016, ISBN 978-84-943522-3-2)[2]